# سرزة (فين)
سرزة (بالفارسية: سرزه) هي قرية تقع في إيران في قسم فين الريفي. يقدر عدد سكانها بـ 1,165 نسمة .